# Estación de Salbio
Salbio es un apeadero ferroviario situado en el municipio español de Amurrio en la provincia de Álava, comunidad autónoma del País Vasco. Forma parte de la línea C-3 de Cercanías Bilbao operada por Renfe.

## Situación ferroviaria
La estación se encuentra en el punto kilométrico 218,6 de la línea férrea de Castejón a Bilbao por Logroño y Miranda de Ebro a 187 metros de altitud.

## La estación
Aunque situada en el tramo Bilbao-Orduña de la línea férrea que pretendía unir Castejón con Bilbao inaugurado el 1 de marzo de 1863, no se dispuso de ninguna estación en la zona. Su creación fue posterior sin que exista constancia de la fecha en la que tuvo lugar.
Se sitúa cerca de una zona industrial, al norte de Amurrio. Sus sencillas instalaciones se limitan a dos andenes laterales a los que acceden dos vías. Dispone de marquesinas en ambos lados para los viajeros. 

## Servicios ferroviarios

### Cercanías
Los trenes de la línea C-3 de la red de Cercanías Bilbao que opera Renfe tienen parada en la estación. En total unos 30 trenes diarios entre semana dan servicio a la misma. La frecuencia se reduce a 10 trenes diarios durante el fin de semana. Los trenes CIVIS no se detienen en Salbio.
| procedencia/destino | < estación | Línea | estación >        | destino/procedencia |
| ------------------- | ---------- | ----- | ----------------- | ------------------- |
| Bilbao Abando       | Luyando    |       | Amurrio-Iparralde | Orduña              |